# Geophilus varians
Geophilus varians är en mångfotingart som beskrevs av John McNeill 1887. Geophilus varians ingår i släktet Geophilus och familjen storjordkrypare. Inga underarter finns listade i Catalogue of Life.